# David Cliss
David Laurence Cliss (Enfield, 15 novembre 1939) è un ex calciatore inglese, di ruolo centrocampista.

## Carriera
Dopo aver giocato nel settore giovanile del Chelsea esordisce tra i professionisti con la prima squadra dei Blues all'età di 18 anni, realizzando una rete in 9 presenze nella prima divisione inglese; successivamente gioca 3 partite nella medesima categoria nella stagione 1958-1959 e 4 partite nella stagione 1959-1960, mentre nella stagione 1960-1961 pur facendo parte della rosa del club londinese non scende mai in campo in incontri di campionato; infine, nella stagione 1961-1962 gioca altre 8 partite in prima divisione, per un totale di 24 presenze ed una rete in carriera in questa categoria (si tratta peraltro anche delle sue uniche presenze in carriera nei campionati della Football League). Tra il 1962 ed il 1967 gioca invece nella Southern Football League con i semiprofessionisti inglesi del Guildford City. Tra il 1967 ed il 1971 ha giocato nel St. George-Budapest.

## Palmarès

### Club

#### Competizioni nazionali
- National Premier Leagues NSW: 2

St. George-Budapest: 1967, 1971